# Carlos Leal
Carlos Leal (9 de julio de 1969, Friburgo, Suiza) es un actor y rapero español. Conocido por haber interpretado a Jacques Noiret en El internado de Antena 3 TV.

## Biografía
Leal nació en el seno de una familia de inmigrantes gallegos (de Vivero) en Friburgo y se crio en Lausana donde cursó sus estudios hasta conseguir el título de delineante de ingeniería civil. En 1990, cofundó Sens Unik. El grupo produjo cuatro discos de oro y contribuyó con la música de las películas La Haine (1995) y Neutral (2001).
Él ya había producido vídeos con Sens Unik, pero después de hacer una aparición en el documental Babylon 2 (1993), Leal decidió seguir una carrera seria de actor. Se formó bajo la tutela del director Jack Garfein en The Actors Studio, en París. Hizo su debut en el cine en Week End Break (2002), un cortometraje de comedia, lo que llevó a los papeles en una serie de producciones francesas y suizas.
En 2005, Leal apareció en la película suiza Snow White, su primer gran papel cinematográfico. Por su trabajo, fue galardonado con el premio al mejor actor en el Festival de Cine de Tamil Nadu, y el Premio de Cine Suizo por mejor actuación en un papel protagonista.
En 2006, Leal desempeñó el papel de crupier y organizador del torneo de póquer en la película de James Bond Casino Royale.
Fue uno de los jurados, en la preselección de Suiza para el festival de Eurovisión 2012.

## Películas
- Father Stu (Estados Unidos, 2022) como Padre García.
- El Color del Cielo (España-Suiza, 2022)[3]
- American Traitor: The trial of Axis Salis (  Estados Unidos- Alemania,2021)
- Republic of Sarah ( Estados Unidos, 2020)
- Su Último Deseo ( Estados Unidos, 2020)
- To The Sea ( Suiza, 2019)
- Spaceman ( Estados Unidos, 2016)
- Encontrarás dragones (Estados Unidos, 2011), como Capitán Jorge Director: Roland Joffé
- El mal ajeno (España, 2010) Director: Oskar Santos
- Los abrazos rotos (España, 2008). Director: Pedro Almódovar
- El internado (España, 2007-2010). Como Jacques Noiret.
- RIS Científica (España, 2007). Como Martín Orce.
- Tarragona: Paraíso en llamas/Tarragona - Ein Paradies in Flammen (Alemania, 2007). Como José.
- Casino Royale (Estados Unidos, 2006)
- Snow White (Suiza, 2005)
- Hildes Reise (Suiza, 2004)
- Visite Médicale (Suiza/Francia, short subject, 2004)
- Trinivel (Francia, 2003)
- Anomalies passagères (Francia, TV, 2003)
- Love Express (Suiza, 2003)
- Week End Break (Suiza, short subject, 2002)

## Televisión
- El comisario (2006), "Cap.10x01 (148) a Cap.10x03 (150)"
- Los Serrano (2007), "Cap 6x05" como Fabio
- El internado (2007-2010), como Jacques Noiret
- Last Resort (2012), "Cap.1x03" como Dr.Guttman
- Agents of S.H.I.E.L.D. (2013) "Cap. 1x02"
- Criadas y malvadas (2013) como Benny Soto
- Perception ( 2014)
- The Last Ship ( 2015)
- Better Call Saul (2016)
- Mentes Criminales: Sin Fronteras (2016)
- Shoorter ( 2017)
- Training Day(2017)
- The L word Next Generation (2019-presente) como Rodolfo
- Mac Gyver (2020) “Cap. 3x17”
- Blackout (2021)

## Vida personal
Leal nació en el seno de una familia de inmigrantes españoles de Galicia en Friburgo, Suiza y se crio en Lausana donde cursó sus estudios hasta conseguir el título de delineante de ingeniería civil. Habla Español como lengua materna, también habla francés, alemán e inglés.
Está casado con Jo Kelly, una directora de Bélgica.